# Monte Xiaowutai
Il monte Xiaowutai (in cinese: 小五台山S, xiǎo wǔ tái shānP, lett. "piccolo monte Wutai") è la cima principale dei monti Taihang, in Cina. Culmina a 2882 m di altitudine.